# Sheilaberg
Sheilaberg är ett berg i Antarktis. Det ligger i Östantarktis. Nya Zeeland gör anspråk på området. Toppen på Sheilaberg är 1 811 meter över havet, eller 289 meter över den omgivande terrängen. Bredden vid basen är 4,5 km.
Terrängen runt Sheilaberg är huvudsakligen kuperad, men norrut är den bergig. Trakten är obefolkad. Det finns inga samhällen i närheten.